# Trabajador no abonado

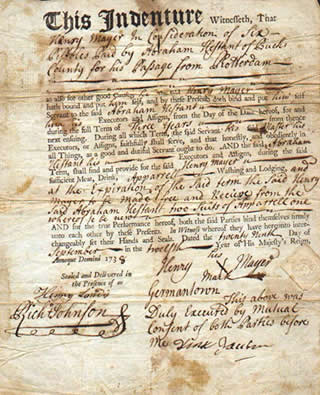
Certificado de contrato (indenture) de trabajador no abonado (1738)

El término trabajador no remunerado, también conocido como trabajador no abonado o trabajador cautivo se refiere a una persona que trabaja sin recibir una compensación monetaria directa. Este tipo de trabajo incluye, pero no se limita a, el trabajo doméstico, el cuidado de personas y otras labores que tradicionalmente no reciben una remuneración.
Puede variar en su naturaleza y contexto. Puede ser voluntario, donde las personas eligen trabajar sin compensación para contribuir a causas sociales, comunitarias o humanitarias. Sin embargo, también puede ser involuntario y abusivo, como en el caso de varias formas de explotación laboral.

## Tipos de trabajo no remunerado
- Voluntariado: Este es un trabajo realizado de manera voluntaria, donde las personas eligen dedicar su tiempo y habilidades sin esperar una compensación monetaria, a menudo para apoyar causas benéficas o comunitarias.

- Aprendices e internos: En estos casos, los individuos pueden trabajar sin remuneración adecuada o sin compensación, bajo la premisa de adquirir experiencia y formación profesional. Sin embargo, esta situación puede ser explotadora si no se garantiza una experiencia formativa justa y enriquecedora.

- Personas sometidas a trabajo forzado, incluyendo presos: Este tipo de trabajo es involuntario y se realiza bajo coacción. Las personas en situaciones de trabajo forzado, incluidos los presos, a menudo se encuentran obligadas a trabajar en condiciones explotadoras y deshumanizantes, sin recibir una compensación justa. Esto incluye la servidumbre por deudas, donde los trabajadores inicialmente aceptan laborar para pagar una deuda, pero a menudo se encuentran atrapados en un ciclo de deuda perpetua y condiciones laborales abusivas.

## Servidumbre por deudas
La servidumbre por deudas es una forma específica de trabajo no remunerado en la que los trabajadores aceptan inicialmente trabajar para pagar una deuda. Sin embargo, a menudo se encuentran atrapados en condiciones explotadoras y deshumanizantes, con deudas que se incrementan y jornadas laborales extensas, perpetuando así un ciclo de pobreza y explotación.

## Historia del trabajo no remunerado
Históricamente, un trabajador no abonado era un empleado joven y no especializado contratado para trabajar para un empleador por un período fijo de tiempo, usualmente de tres a siete años, a cambio de transporte, alimentación, vestido, hospedaje y otras necesidades durante el transcurso de su contrato. Este documento era denominado en inglés indenture, de donde procede el nombre indentured laborer. El trabajador no recibía un salario, ni algún tipo de pago de la empresa. 
Podía ser hombre o mujer; la mayoría eran menores de 21 años de edad, y se convertían en ayudantes de granjas o sirvientes de casas.
Este sistema se usaba en varios países de Europa, como Inglaterra, Irlanda, Alemania y Escocia, y en América Latina. Durante el período de su contrato de servicio sin abono, los trabajadores solían recibir maltrato, ya que eran considerados un bien comercial que se podía enajenar, alquilar, y vender o comprar igual que a cualquier esclavo. Por ejemplo, el hijo de Samuel Sewall publicó en 1714 en el Boston News Letter el siguiente anuncio de venta: 

el tiempo de varias sirvientas irlandesas, la mayoría por cinco años; un servidor irlandés, quien es buen barbero y peluquero; y además cuatro o cinco buenos negros jóvenes

El peonaje y la servidumbre por deudas han sido comunes en diversas partes del mundo. En América Latina, durante la época colonial y postcolonial, el peonaje fue común en las haciendas y plantaciones. En Estados Unidos, después de la Guerra Civil, el sistema de sharecropping se utilizó en el sur, donde los trabajadores agrícolas recibían una parte de la cosecha en lugar de un salario. En Asia, durante el período colonial británico, el trabajo por deudas era común en las áreas rurales de la India. En sitios como Barbados o Jamaica, así pues, el cultivo del azúcar se llevó a cabo principalmente con servidumbre europea no pagada hasta que resultó difícil traer más sirvientes de Inglaterra.
Los granjeros, sembradores, y tendederos encontraron difícil contratar trabajadores en la América colonial, así que una solución era pagarle el pasaje a un joven de Inglaterra, Alemania, Francia o Irlanda, que trabajaría por varios años para pagar el pasaje. Una vez que el trabajador cumplía su contrato, quedaba libre. Los que aprendían un oficio iniciaban su propio negocio. A los sirvientes se les podía azotar judicialmente por sus crímenes.
Posteriormente este sistema también se utilizó para contratar trabajadores de la India, antigua colonia británica, hacia Isla Mauricio, Sudáfrica, Antillas, Belice, Trinidad y Tobago y las Guyanas. La población indo-guyanesa y de indo-Trinadad tienen buena parte de su origen en la contratación de trabajadores no abonados (indentured laborers).

## Trabajo Cautivo y Peonaje en las Colonias de América Latina
El trabajo cautivo en las colonias de América Latina fue una práctica común durante la época colonial, especialmente en las economías basadas en la agricultura y la minería. Las encomiendas permitían a los colonizadores españoles recibir el trabajo de ciertos grupos de indígenas a cambio de protección y evangelización, aunque a menudo resultaba en condiciones de trabajo forzado y explotación. La esclavitud africana también fue prevalente, con más de 4 millones de africanos traídos a América Latina para trabajar en plantaciones de azúcar y minas.

## Culíes en América y África
Los culiís eran trabajadores de bajo costo, generalmente de origen indio o chino, que fueron transportados a diversas partes del mundo, incluyendo América y África, para trabajar en condiciones de explotación. En América, los coolies fueron llevados principalmente a las plantaciones de azúcar en el Caribe, como Trinidad y Tobago, Guyana y Jamaica. En África, trabajaban en plantaciones y proyectos de construcción, especialmente en Sudáfrica y el este de África.

## Condiciones laborales y explotación
Los trabajadores cautivos enfrentaban maltrato físico, largas jornadas laborales y condiciones de vida precarias. La falta de derechos laborales y la ausencia de una regulación adecuada permitían a los empleadores abusar de los trabajadores no remunerados, perpetuando un ciclo de pobreza y explotación. A pesar de la abolición oficial de estas prácticas, sus efectos persistieron durante muchos años, y en algunos casos, las formas modernas de trabajo forzado aún reflejan estos sistemas históricos de abuso.